# Eushelfordia
Eushelfordia är ett släkte av kackerlackor. Eushelfordia ingår i familjen småkackerlackor.
Kladogram enligt Catalogue of Life:
| Eushelfordia | \| \| Eushelfordia amazonensis \| \| \| \| \| \| Eushelfordia pica \| \| \| \| |
|              | \| \| Eushelfordia amazonensis \| \| \| \| \| \| Eushelfordia pica \| \| \| \| |
|              | Eushelfordia amazonensis                                                       |
|              |                                                                                |
|              | Eushelfordia pica                                                              |
|              |                                                                                |